# Alveopora japonica
Espèce
Statut de conservation UICN

 VU A4cd : Vulnérable
Statut CITES
Alveopora japonica est une espèce de coraux appartenant à la famille des Poritidae selon ITIS ou la famille Acroporidae selon WoRMS.